# 黄河栈道遗址
黄河栈道遗址位于中国山西省运城市平陆县三门乡至曹川镇老鸦石沿黄河北岸。长5000余米。

## 保护
2006年5月25日，黄河栈道遗址公布为第六批全国重点文物保护单位，古遗址类，年代为汉至清，编号6-24。	